# 东枣园乡
东枣园乡，是中华人民共和国河北省邢台市临西县下辖的一个乡镇级行政单位。

## 行政区划
东枣园乡下辖以下地区：
东枣园村、唐庄村、东杨庄村、周柳村、陈窑村、汪江村、北孟庄村、东高庄村、东常庄村、张庄村、简庄村、牛庄村、周马村、后冯村、前冯委村、简店村、大十里村、范八里村、北三里村、八里圈村、东郑庄村、贺庄村和琉璃庙村。

## 交通
- 京九铁路：临西站